# Небольсин, Пётр Фёдорович
Пётр Фёдорович Небольсин (1752—1810) — русский генерал, участник Русско-турецкой войны (1787—1792) и Русско-персидской (1804—1813) войн.

## Биография
В военную службу поступил в 1772 году, зачислившись унтер-офицером в Апшеронский пехотный полк, в составе которого участвовал в походах на Польшу. В 1779 году он переведён в Днепровский гренадерский полк, в рядах которого принял участие в покорении Крыма, находился при взятии Тульчи, Исакчи и при бомбардировании Измаила. В 1794 году он был переведён в Черниговский гренадерский корпус и вскоре произведён в премьер-майоры. В 1800 году, уже в чине полковника, он был назначен шефом гарнизонного князя Вяземского полка (впоследствии Ахтиарского егерского), а 5 мая 1802 года перемещён в Троицкий мушкетёрский полк с назначением полковым командиром. 29 сентября 1804 года Небольсин был произведён в генерал-майоры и назначен шефом Троицкого полка. 26 ноября 1802 года награждён орденом Св. Георгия 4-й степени (№ 1344 по списку Григоровича — Степанова). 
В продолжение 1804—1805 годов он участвовал в походах за Кубань, а в 1806—1808 годах — в русско-персидской войне. Командуя отрядом войск при следовании в Карабахскую провинцию, он 8 июня 1806 года во время движения из Шах-Булахской крепости до Аскаранской 14 июня при речке Ханашин разбил персидские войска под предводительством Аббас-Мирзы, разрушил устроенные им батареи и укрепления, оттеснил его из пределов Карабахской провинции и заставил удалиться за реку Аракс. За что был награждён 10 февраля 1808 года орденом Св. Георгия 3-й степени (№ 175)
В воздаяние отличнаго мужества и храбрости, оказанных при разбитии и поражении Бабаханова сына, стремившагося с знатным числом персидских войск в пределы Грузии.
Затем он принял участие при взятии Нухи. 27 октября 3-тысячный отряд Небольсина разбил при Карабабе 13-тысячный корпус персов, бывший под командованием наследника шахского престола Аббаса-Мирзы, и 1 ноября без боя занял Нахичевани, оттеснив противника за реку Аракс. 
Скончался П. Ф. Небольсин в 1810 году.